# معركة كارجلي
معركة كارجلي هي معركة وقعت في 21 أكتوبر 1912م في كارجلي ببلغاريا كجزء من حروب البلقان . بين قوات الدولة العثمانية والقوات البلغارية ،انتهت المعركة بانتصار بلغاريا وضمت كارجلي وجبال رودوب إليها،  ولازال سكان مدينة كارجلي من البلغار يحتفلون في 21 أكتوبر سنوياً بهذة المناسبة، ويعتبر يوم عطلة لديهم .